# Connie Willis

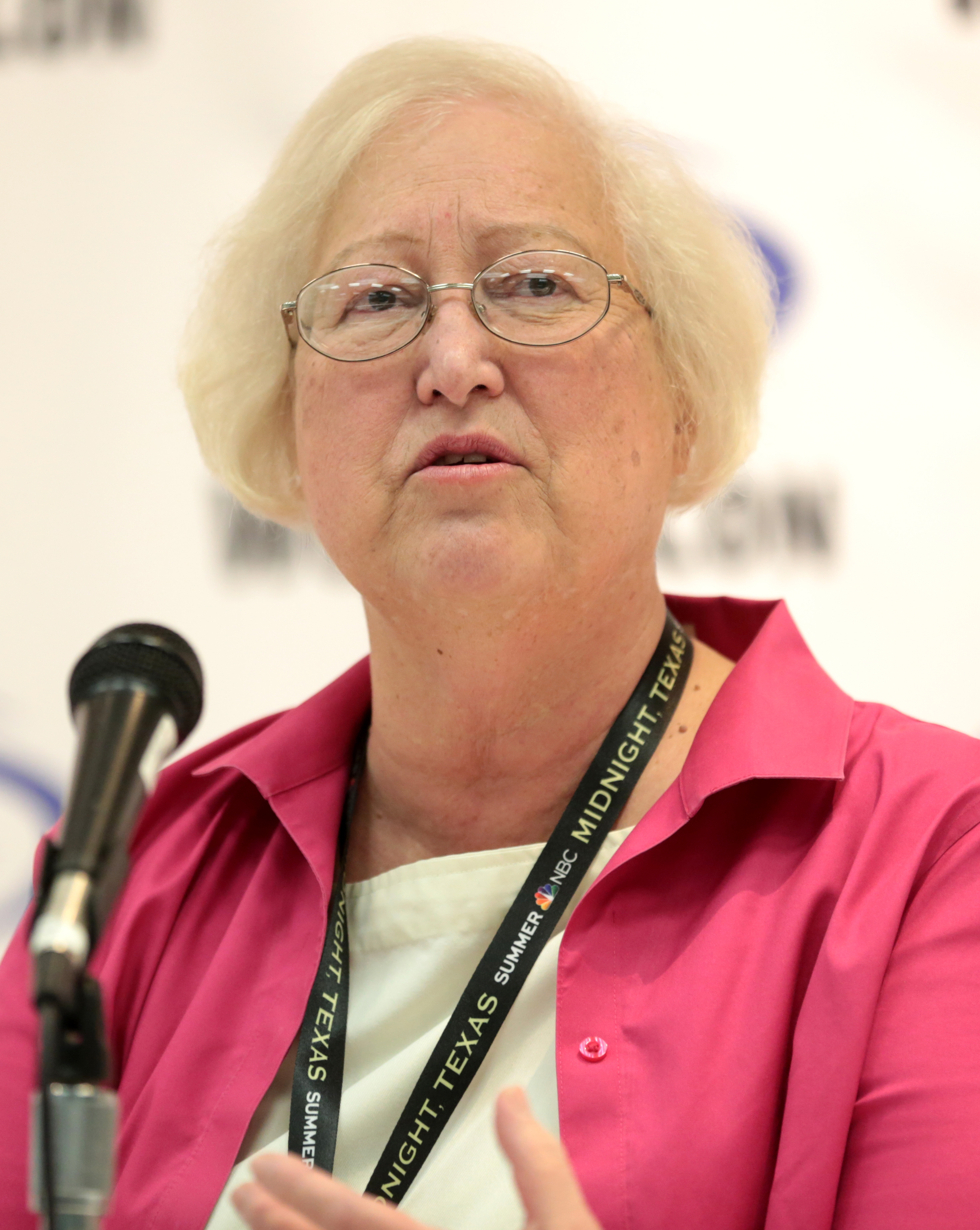
Connie Willis auf der WonderCon 2017

Constance Elaine Trimmer Willis (* 31. Dezember 1945 in Denver) ist eine US-amerikanische Science-Fiction-Schriftstellerin. Sie gewann zahlreiche Preise, darunter elf Hugo Awards und acht Nebula Awards. Sie lebt mit ihrem Ehemann, einem Physikprofessor, in Greeley, Colorado, und hat eine Tochter.

## Themen und Stil
Willis ist für ihre leicht zugängliche Sprache und ihre liebenswerten Charaktere bekannt. In mehreren ihrer Werke spielen Zeitreisen und eine Gruppe von Historikern im Oxford der Zukunft eine Rolle. Dazu gehören die mit dem Hugo Award ausgezeichneten Romane Die Jahre des Schwarzen Todes, Die Farben der Zeit und der zweibändige Roman Blackout / All Clear, sowie die Erzählung Brandwache, die in der gleichnamigen Erzählungssammlung enthalten ist. Ähnlich etwa Neal Stephenson lassen sich Willis’ Werke oft nicht eindeutig einem Genre zuordnen. Die Geschichten ihres Zeitreise-Universums sind eindeutig Science-Fiction; in anderen Werken wie der Novelle Bellwether oder dem Roman Passage sind Science-Fiction-Elemente nur in Ansätzen zu identifizieren.
Als ihren größten Einfluss nennt sie Robert A. Heinlein, den sie für seinen Humor, seinen bodenständigen Zukunftsansatz und seine schlauen Handlungen schätzt. Der Schreibstil von Connie Willis ist an die comedy of manners (Sittenkomödie) angelehnt. Deutliche Einflüsse von P. G. Wodehouse sind erkennbar, sodass es manche Leser überraschen dürfte, dass Connie Willis keine Engländerin ist. Die Hauptpersonen ihrer Geschichten werden typischerweise von lästigen Gegenspielern bedrängt, die zielstrebig unlogische Pläne verfolgen, indem sie etwa versuchen, inmitten einer tödlichen Epidemie ein Glockenläuten zu veranstalten (Die Jahre des Schwarzen Todes), oder die Erforschung von Nahtoderfahrungen dadurch erschweren, dass sie den Befragten Worte in den Mund legen (Passage). Verwaltungsmitarbeiter ohne Rückgrat und Spinner sind fester Bestandteil des Personals. Im Kontrast dazu sind die Hauptpersonen und ihre Verbündeten willensstarke und sorgfältig gezeichnete Charaktere, die es dadurch umso besser mit ihren Quälgeistern aufnehmen können.
Andere Motive und stilistische Werkzeuge sind etwa:
- Wissenschaftler, die wirkliche Wissenschaft betreiben, als Hauptpersonen (das Leitmotiv von Bellwether, aber auch in Uncharted Territory und Passage vorhanden, schwächer ausgeprägt in den Geschichten des Zeitreise-Universums);
- eine Abneigung gegen zügellose Politische Korrektheit (besonders die Überbewertung von eingeborenen Kulturen in Uncharted Territory oder Einstellungen gegen das Rauchen in Bellwether);
- das Einbeziehen akribisch recherchierter, detailliert dargestellter Belanglosigkeiten, die den Erzählstoff berühren oder zu ihm in symbolischer Beziehung stehen (Modeerscheinungen in Bellwether, Paarungsbräuche in Uncharted Territory, alte Filme in Remake, die Titanic und andere Katastrophen in Passage).

Obwohl sie als Science-Fiction-Autorin gefeiert wird, könnten die Geschichten von Connie Willis solche Leser enttäuschen, die typische Science-Fiction-Themen und -Auflösungen erwarten. Dies gilt besonders für Lincolns Träume, eine Geschichte über die unerwiderte Liebe zu einer Frau, die möglicherweise Reinkarnation oder Präkognition erfährt, und deren Perspektive ans Selbstmörderische grenzt. In ähnlicher Weise beschäftigt sich Bellwether fast ausschließlich mit Psychologie, und Passage deutet eine reale Grundlage für das Phänomen der Todesnäheerfahrungen nur an. Die Erzählweise allerdings kann als sehr reizvoll empfunden werden.

## Bibliografie

### Berserker
(mit Poul Anderson, Edward Bryant, Stephen R. Donaldson, Larry Niven, Fred Saberhagen und Roger Zelazny)
- Berserker Base: A Collaberative Novel (Band 6), 1984.

### Oxford Time Travel
- Die Jahre des Schwarzen Todes. 1993, ISBN 3-453-06589-1, Doomsday Book. ISBN 0-553-56273-8, Bantam Spectra, 1992.

In diesem Roman betrachtet die Autorin parallel den Ausbruch einer tödlichen Seuche in der Zukunft und den Ausbruch der Pest im Mittelalter. Sie stellt die durch die unterschiedlichen Möglichkeiten der Medizin bedingten Folgen konsequent dar, wodurch die Beschreibung der Ereignisse zur Zeit der Pest zu einem erschütternden Dokument gerät.
- Die Farben der Zeit. 2001, ISBN 3-453-18783-0, To Say Nothing of the Dog. ISBN 0-553-57538-4, Bantam Books 1997.

Für die Rekonstruktion der Kathedrale von Coventry, die Lady Schrapnell zu Ehren ihrer Urahnin betreibt, benutzt man das Netz, eine Vorrichtung zur Zeitreise. Unter anderem versucht man „des Bischofs Vogeltränke“ wieder zu beschaffen und eine Schar von Historikern wird durch zahlreiche Zeitsprünge ins Viktorianische Zeitalter gehetzt. Aufgrund von Überarbeitung und Zeitkrankheit kommt es zu Verwicklungen und Paradoxa. Der Originaltitel des Romans ist eine Anspielung auf Jerome K. Jeromes Buch Drei Mann in einem Boot.
- Dunkelheit. 2016, ISBN 3-95981-168-3, Blackout. ISBN 978-0-345-51983-2, Ballantine Books 2010.
- Licht. 2017, ISBN 978-3-95981-170-5 All Clear. ISBN 978-0-553-59288-7, Ballantine Books 2010.

Historiker reisen in verschiedene Bereiche des Zweiten Weltkriegs in London um 1940–1945 sowie nach Pearl Harbor 1941. Dabei können einige der Historiker zunächst nicht in die Zukunft des Oxford 2060 zurückkehren. Allmählich tauchen von ihnen erzeugte Veränderungen der Geschichte auf. Die beiden Romane wurden als Duologie Blackout/All Clear mit dem Nebula Award als Best Novel 2010 sowie mit dem Hugo Award 2011 ausgezeichnet.

### Einzelromane
- Die Wasserhexe. 1984, ISBN 3-426-05786-7, Water Witch. 1982. (mit Cynthia Felice)
- Lincolns Träume. 1992, ISBN 3-453-05401-6, Lincoln’s Dreams. ISBN 978-0-553-27025-9, Bantam Spectra, 1987.
- Light Raid. 1989, ISBN 0-441-48311-9 (mit Cynthia Felice)
- Distress Call. 1991.
- Uncharted Territory. Bantam Spectra 1994, ISBN 0-553-56294-0
- Remake. 1994, ISBN 0-929480-48-1
- Bellwether. ISBN 0-553-56296-7, Bantam Spectra, 1996.
- Promised Land. 1997. (mit Cynthia Felice)
- Passage. ISBN 0-553-58051-5, Bantam 2001.
- D.A.. 2007.
- All Seated on the Ground. 2007.
- All About Emily. 2011.
- Cross Talk. ISBN 978-1-473-20094-4, Gollancz 2016.
- Die Straße nach Roswell (The Road to Roswell). 2023

### Kurzgeschichtensammlungen
- Brandwache. 1987, ISBN 3-472-61660-1, Fire Watch. 1985.
- Impossible Things. ISBN 0-553-56436-6, Bantam Spectra 1993.
- Even the Queen & Other Short Stories. (Hörkassette) 1998.
- Miracle: And Other Christmas Stories. 1999.
- The Winds of Marble Arch and Other Stories. 2007.

### Jugendbücher
- Daisy in the Sun. 1991.
- Cibola. (Hörkassette) 1998.
- Roswell, Vegas, and Area 51: Travels with Courtney. 2001.
- Inside Job. ISBN 978-1-59606-024-1, 2005.

### Als Herausgeberin
- The New Hugo Winners Volume III. 1994. (mit Martin H. Greenberg)
- Nebula Awards 33: The Year's Best SF and Fantasy Chosen by the Science Fiction and Fantasy Writers of America. 1999.
- A Woman’s Liberation. 2001. (mit Sheila Williams)

## Auszeichnungen
- 1983: Hugo Award für Brandwache
- 1983: Nebula Award für Brandwache
- 1983: Nebula Award für A Letter from the Clearys
- 1987: Asimov’s Reader Poll für Spice Pogrom
- 1988: John W. Campbell Memorial Award für Lincoln's Dreams
- 1989: Hugo Award für The Last of the Winnebagos
- 1989: Nebula Award für The Last of the Winnebagos
- 1989: Asimov’s Reader Poll für The Last of the Winnebagos
- 1990: Nebula Award für At the Rialto
- 1992: HOMer Award In the Late Cretaceous
- 1993: Hugo Award für Die Jahre des schwarzen Todes
- 1993: Hugo Award für Even the Queen
- 1993: Nebula Award für Even the Queen
- 1993: Nebula Award für Die Jahre des schwarzen Todes
- 1993: Locus Award für Die Jahre des schwarzen Todes
- 1993: Locus Award für Even the Queen
- 1993: Asimov’s Reader Poll für Even the Queen
- 1994: Hugo Award für Death on the Nile
- 1994: Locus Award für Close Encounter
- 1994: Locus Award für Impossible Things
- 1994: Asimov’s Reader Poll für Inn
- 1994: Kurd-Laßwitz-Preis als Bestes ausländisches Werk für Die Jahre des schwarzen Todes
- 1996: Locus Award für Remake
- 1997: Locus Award für Bellwether
- 1999: Forry Award für das Lebenswerk
- 1999: Hugo Award für Die Farben der Zeit
- 1999: Locus Award für Die Farben der Zeit
- 2000: Hugo Award für The Winds of Marble Arch
- 2002: Locus Award für Passage
- 2002: Kurd-Laßwitz-Preis als Bestes ausländisches Werk für Die Farben der Zeit
- 2006: Hugo Award für Inside Job
- 2008: Locus Award für The Winds of Marble Arch and Other Stories
- 2009: Aufnahme in die Science Fiction Hall of Fame
- 2011: Robert A. Heinlein Award[2]
- 2011: Hugo Award für Blackout/All Clear
- 2011: Nebula Award für Blackout/All Clear
- 2011: Locus Award für Blackout/All Clear
- 2012: Damon Knight Memorial Grand Master Award für ihre Beiträge zu Science-Fiction- und Fantasy-Literatur.[3]
- 2012: Asimov’s Reader Poll All About Emily
- 2014: Locus Award für The Best of Connie Willis
- 2018: Asimov’s Reader Poll für I Met a Traveller in an Antique Land

## Kritik
„Die Handlung trudelt fröhlich dem völligen Chaos und der Vernichtung des Raum-Zeit-Kontinuums entgegen, während sich der Leser im letzten Drittel des Buches besorgt fragt, ob es die Autorin schafft, aus dem selbst angerichteten – wohlgemerkt äußerst amüsanten – Tohuwabohu irgendwie wieder aufzutauchen... Connie Willis verwebt das viktorianische Zeitalter mittels all der Zeitsprünge so kunstvoll mit dem Heute, dem Gestern und ihrem speziellen und nicht minder merkwürdigen Morgen, daß Geschichte plötzlich zu einem zerbrechlichen Kunstwerk wird.“